# حصن الخندق
حصن الخندق  أو حصن البريمي في البريمي أشهر مثال للمعقل المطوق بخندق في عمان حيث أن استعمال الخندق الدفاعي هي إستراتيجية استخدمت قديماً في حماية المدن والقلاع والحصون العمانية منذ فترات ما قبل وصول الإسلام. يقع الحصن في «ولاية البريمي»، ويعتبر واحدا من المعالم والآثار المهمة في الولاية. يقع الحصن على بعد حوالي 350 كم من محافظة مسقط، وللحصن موقع هام حيث يطل على وادي الجزي الذي يربط مدينة صحار بمدينة البريمي من الناحية الغربية.

## تاريخ بناء الحصن
يعود تاريخ بناء الحصن إلى النصف الأول من القرن التاسع عشر الميلادي أي النصف الثاني من القرن الثالث عشر الهجري، كما تم تجديده في 1871م.

## مواضيع متعلقة
- قلاع وحصون عمان